# Haworthia vlokii
Haworthia vlokii ist eine Pflanzenart der Gattung Haworthia in der Unterfamilie der Affodillgewächse (Asphodeloideae). Das Artepitheton vlokii ehrt den südafrikanischen Umweltberater und Pflanzensammler Jan H. J. Vlok (* 1957).

## Beschreibung
Haworthia vlokii wächst stammlos und sprossend. Die ausgebreiteten bis fast aufrechten Laubblätter bilden eine Rosette mit einem Durchmesser von 4 bis 5 Zentimeter. Die opake Blattspreite ist zu ihrer Spitze hin mit undeutlichen weißen Punkten besetzt. Der Blattrand und der Blattkiel tragen kurze Dörnchen.
Der einfache Blütenstand erreicht eine Länge von 30 bis 45 Zentimeter. Die Blüten sind weiß und bräunlich rosa.

## Systematik und Verbreitung
Haworthia vlokii ist in der südafrikanischen Provinz Westkap in der Kleinen Karoo auf den Swartbergen verbreitet.
Die Erstbeschreibung durch Martin Bruce Bayer wurde 1999 veröffentlicht.

## Nachweise